# Roswitha Beier
Roswitha Beier (n. 22 decembrie 1956, Riesa, Saxonia, Germania) este o înotătoare ce a reprezentat Germania, medaliată olimpică. A participat la o ediție a Jocurilor Olimpice (1972) în care a câștigat două medalii de argint.